# Verruculogen
El verruculogen és una micotoxina que prové de les espècies Aspergillus fumigatus i Stachybotrys chartarum. La seva perillositat rau en el fet que és el causant d'una síndrome neurotòxica particular que afecta el bestiar, conegut com a "staggers sindrome". El verruculogen pertany al grup de metabòlits secundaris tòxics, coneguts com a micotoxines tremorgèniques. Té la següent fórmula química C27H33N₃O₇) És una molècula qualificada com a tòxica.

## Propietats físiques
Pel que fa a les seves propietats físiques, és soluble en dissolvents orgànics, com ara el dimetil sulfòxid (DMSO), el metanol i l'etanol. El seu pes molecular és de 511,6 g/mol. A temperatura ambient és una pols blanca. El punt de fusió del verruculogen es troba entre 230 °C i 233 °C. Tot i així, s'emmagatzema a -20 °C, que correspon al seu estat sòlid.
És possible aïllar aquest metabòlit amb una puresa del 98%, mitjançant la cromatografia de capa fina o bé la cromatografia líquida d'alta resolució (HPLC, de l'anglès High Performance Liquid Chromatography).

## Toxicologia
El verruculogen fa disminuir els nivells d'àcid γ-aminobutíric (GABA), un neurotransmissor inhibidor principal en el sistema nerviós central dels mamífers. S'han fet estudis amb rates en què s'han avaluat paràmetres conductuals i neuroquímics després de l'exposició aguda a diverses dosis neurotòxiques i subneurotòxiques de la micotoxina. En aquests experiments es va observar que les mesures de l'activitat motora espontània i dels actes reflexos van quedar severament deprimides. Fins i tot les dosis de verruculogen que no estaven acompanyades de signes evidents de neurotoxicitat van donar lloc a una depressió neuromotora. Tot i així, les anàlisis neuroquímiques no van mostrar una clara participació de catecolaminèrgics o colinèrgics en la síndrome neurotòxic del verruculogen.
Com a conseqüència de la manca d'alliberació del neurotransmissor, aquesta micotoxina es pot considerar també una potent inhibidora de l'elevada conductància dels canals de potassi dependents de calci, fet que evita la correcta transmissió del potencial d'acció en les neurones.
Finalment, es va concloure que la disminució dels nivells de GABA en el sistema nerviós central és la causa del síndrome neurotòxic.

Estructura molecular del neurotransmissor GABA.

### Etapes del síndrome neurotòxic
- Tremolor incessant
- Hiperexcitabilitat
- Debilitat en les extremitats
- Atàxia (problemes de coordinació i estabilitat)
- Convulsions
- Petita recuperació[5]